# 津田親信
津田 親信（つだ ちかのぶ）は、江戸時代前期から中期にかけての尾張藩士。家紋は織田木瓜。

## 略歴
織田藤左衛門家（小田井織田氏）の子孫・津田信之の子として誕生。
寛文13年（1673年）初御目見以降、寄合普請組、御目付、簡略奉行兼役、御側御足軽頭、家老御附属（600石）となる。
享保6年（1721年）10月4日、病没。享年58。